# Линьсян (Линьцан)
Линься́н (кит. упр. 临翔, пиньинь Línxiáng) — район городского подчинения городского округа Линьцан провинции Юньнань (КНР).

## История
Когда во времена империи Цин был начат процесс интеграции национальных меньшинств в общеимперские структуры, то в 1747 году здесь был создан Мяньнинский комиссариат (缅宁厅). После Синьхайской революции в Китае была проведена реформа структуры административного деления, в ходе которой комиссариаты были упразднены, и поэтому в 1913 году Мяньнинский комиссариат был преобразован в уезд Мяньнин (缅宁县).
В 1930 году на стыке уездов Ланьцан и Мяньнин был создан уезд Шуанцзян (双江县).
После вхождения провинции Юньнань в состав КНР в 1950 году был образован Специальный район Дали (大理专区), и уезд вошёл в его состав. В 1952 году уезд был передан в состав нового Специального района Мяньнин (缅宁专区).
Постановлением Госсовета КНР от 30 июня 1954 года Специальный район Мяньнин был переименован в Специальный район Линьцан (临沧专区), а уезд Мяньнин — в уезд Линьцан (临沧县).
29 декабря 1958 года уезды Шуанцзян и Линьцан были объединены в уезд Линьшуан (临双县), но уже в декабре 1959 года они были воссозданы в прежних границах.
В 1970 году Специальный район Линьцан был переименован в Округ Линьцан (临沧地区).
Постановлением Госсовета КНР от 26 декабря 2003 года были расформированы уезд Линьцан и округ Линьцан, и образован городской округ Линьцан; бывший уезд Линьцан стал районом Линьсян в его составе.

## Административное деление
Район делится на 2 уличных комитета, 1 посёлок, 5 волостей и 2 национальные волости.